# Identitats de càlcul vectorial
Les següents són identitats importants que impliquen derivades i integrals en el càlcul vectorial.

## Notació de l'operador

### Gradient[3]
Per a una funció {\displaystyle f(x,y,z)} en variables de coordenades cartesianes tridimensionals, el gradient és el camp vectorial:
{\displaystyle \operatorname {grad} (f)=\nabla f={\begin{pmatrix}\displaystyle {\frac {\partial }{\partial x}},\ {\frac {\partial }{\partial y}},\ {\frac {\partial }{\partial z}}\end{pmatrix}}f={\frac {\partial f}{\partial x}}\mathbf {i} +{\frac {\partial f}{\partial y}}\mathbf {j} +{\frac {\partial f}{\partial z}}\mathbf {k} }
on i, j, k són els vectors unitaris estàndard per als eixos x, y, z. De manera més general, per a una funció de n variables {\displaystyle \psi (x_{1},\ldots ,x_{n})}, també anomenat camp escalar, el gradient és el camp vectorial: {\displaystyle \nabla \psi ={\begin{pmatrix}\displaystyle {\frac {\partial }{\partial x_{1}}},\ldots ,{\frac {\partial }{\partial x_{n}}}\end{pmatrix}}\psi ={\frac {\partial \psi }{\partial x_{1}}}\mathbf {e} _{1}+\dots +{\frac {\partial \psi }{\partial x_{n}}}\mathbf {e} _{n}} on {\displaystyle \mathbf {e} _{i}\,(i=1,2,...,n)} són vectors unitaris mútuament ortogonals.
Com el seu nom indica, el gradient és proporcional i apunta en la direcció del canvi més ràpid (positiu) de la funció.
Per a un camp vectorial {\displaystyle \mathbf {A} =\left(A_{1},\ldots ,A_{n}\right)}, també anomenat camp tensor d'ordre 1, el gradient o derivada total és la matriu jacobiana n × n : {\displaystyle \mathbf {J} _{\mathbf {A} }=d\mathbf {A} =(\nabla \!\mathbf {A} )^{\textsf {T}}=\left({\frac {\partial A_{i}}{\partial x_{j}}}\right)_{\!ij}.}Per a un camp tensor {\displaystyle \mathbf {T} } de qualsevol ordre k, el gradient {\displaystyle \operatorname {grad} (\mathbf {T} )=d\mathbf {T} =(\nabla \mathbf {T} )^{\textsf {T}}} és un camp tensor d'ordre k + 1.
Per a un camp tensor {\displaystyle \mathbf {T} } d'ordre k > 0, el camp tensor {\displaystyle \nabla \mathbf {T} } d'ordre k + 1 es defineix per la relació recursiva {\displaystyle (\nabla \mathbf {T} )\cdot \mathbf {C} =\nabla (\mathbf {T} \cdot \mathbf {C} )} on {\displaystyle \mathbf {C} } és un vector constant arbitrari.

### Divergència
En coordenades cartesianes, la divergència d'un camp vectorial contínuament diferenciable {\displaystyle \mathbf {F} =F_{x}\mathbf {i} +F_{y}\mathbf {j} +F_{z}\mathbf {k} } és la funció amb valors escalars: {\displaystyle \operatorname {div} \mathbf {F} =\nabla \cdot \mathbf {F} ={\begin{pmatrix}\displaystyle {\frac {\partial }{\partial x}},\ {\frac {\partial }{\partial y}},\ {\frac {\partial }{\partial z}}\end{pmatrix}}\cdot {\begin{pmatrix}F_{x},\ F_{y},\ F_{z}\end{pmatrix}}={\frac {\partial F_{x}}{\partial x}}+{\frac {\partial F_{y}}{\partial y}}+{\frac {\partial F_{z}}{\partial z}}.}Com el seu nom indica, la divergència és una mesura (local) del grau en què els vectors del camp divergeixen.
La divergència d'un camp tensor {\displaystyle \mathbf {T} } d'ordre diferent de zero k s'escriu com {\displaystyle \operatorname {div} (\mathbf {T} )=\nabla \cdot \mathbf {T} }, una contracció d'un camp tensor d'ordre k − 1. Concretament, la divergència d'un vector és un escalar. La divergència d'un camp tensor d'ordre superior es pot trobar descomponent el camp tensor en una suma de productes externs i utilitzant la identitat, {\displaystyle \nabla \cdot \left(\mathbf {A} \otimes \mathbf {T} \right)=\mathbf {T} (\nabla \cdot \mathbf {A} )+(\mathbf {A} \cdot \nabla )\mathbf {T} } on {\displaystyle \mathbf {A} \cdot \nabla } és la derivada direccional en la direcció de {\displaystyle \mathbf {A} } multiplicat per la seva magnitud. Concretament, per al producte exterior de dos vectors, {\displaystyle \nabla \cdot \left(\mathbf {A} \mathbf {B} ^{\textsf {T}}\right)=\mathbf {B} (\nabla \cdot \mathbf {A} )+(\mathbf {A} \cdot \nabla )\mathbf {B} .}
Per a un camp tensor {\displaystyle \mathbf {T} } d'ordre k > 1, el camp tensor {\displaystyle \nabla \cdot \mathbf {T} } d'ordre k − 1 es defineix per la relació recursiva {\displaystyle (\nabla \cdot \mathbf {T} )\cdot \mathbf {C} =\nabla \cdot (\mathbf {T} \cdot \mathbf {C} )} on {\displaystyle \mathbf {C} } és un vector constant arbitrari.

### Rotacional
En coordenades cartesianes, per {\displaystyle \mathbf {F} =F_{x}\mathbf {i} +F_{y}\mathbf {j} +F_{z}\mathbf {k} } el curl és el camp vectorial:
{\displaystyle {\begin{aligned}\operatorname {curl} \mathbf {F} &=\nabla \times \mathbf {F} ={\begin{pmatrix}\displaystyle {\frac {\partial }{\partial x}},\ {\frac {\partial }{\partial y}},\ {\frac {\partial }{\partial z}}\end{pmatrix}}\times {\begin{pmatrix}F_{x},\ F_{y},\ F_{z}\end{pmatrix}}={\begin{vmatrix}\mathbf {i} &\mathbf {j} &\mathbf {k} \\{\frac {\partial }{\partial x}}&{\frac {\partial }{\partial y}}&{\frac {\partial }{\partial z}}\\F_{x}&F_{y}&F_{z}\end{vmatrix}}\\[1em]&=\left({\frac {\partial F_{z}}{\partial y}}-{\frac {\partial F_{y}}{\partial z}}\right)\mathbf {i} +\left({\frac {\partial F_{x}}{\partial z}}-{\frac {\partial F_{z}}{\partial x}}\right)\mathbf {j} +\left({\frac {\partial F_{y}}{\partial x}}-{\frac {\partial F_{x}}{\partial y}}\right)\mathbf {k} \end{aligned}}}
on i, j i k són els vectors unitaris dels eixos x -, y - i z -, respectivament.
Com el seu nom indica, el rínxol és una mesura de quant tendeixen els vectors propers en una direcció circular.
En notació d'Einstein, el camp vectorial {\displaystyle \mathbf {F} ={\begin{pmatrix}F_{1},\ F_{2},\ F_{3}\end{pmatrix}}} té un rínxol donat per: {\displaystyle \nabla \times \mathbf {F} =\varepsilon ^{ijk}\mathbf {e} _{i}{\frac {\partial F_{k}}{\partial x_{j}}}} on {\displaystyle \varepsilon } = ±1 o 0 és el símbol de paritat Levi-Civita.
Per a un camp tensor {\displaystyle \mathbf {T} } d'ordre k > 1, el camp tensor {\displaystyle \nabla \times \mathbf {T} } d'ordre k es defineix per la relació recursiva {\displaystyle (\nabla \times \mathbf {T} )\cdot \mathbf {C} =\nabla \times (\mathbf {T} \cdot \mathbf {C} )} on {\displaystyle \mathbf {C} } és un vector constant arbitrari.
Un camp tensor d'ordre superior a un es pot descompondre en una suma de productes externs i, a continuació, es pot utilitzar la identitat següent: {\displaystyle \nabla \times \left(\mathbf {A} \otimes \mathbf {T} \right)=(\nabla \times \mathbf {A} )\otimes \mathbf {T} -\mathbf {A} \times (\nabla \mathbf {T} ).} Concretament, per al producte exterior de dos vectors, {\displaystyle \nabla \times \left(\mathbf {A} \mathbf {B} ^{\textsf {T}}\right)=(\nabla \times \mathbf {A} )\mathbf {B} ^{\textsf {T}}-\mathbf {A} \times (\nabla \mathbf {B} ).}

### Laplacià
En coordenades cartesianes, el laplacià d'una funció {\displaystyle f(x,y,z)} és {\displaystyle \Delta f=\nabla ^{2}\!f=(\nabla \cdot \nabla )f={\frac {\partial ^{2}\!f}{\partial x^{2}}}+{\frac {\partial ^{2}\!f}{\partial y^{2}}}+{\frac {\partial ^{2}\!f}{\partial z^{2}}}.}El laplacià és una mesura de quant canvia una funció en una petita esfera centrada en el punt.
Quan el laplacià és igual a 0, la funció s'anomena funció harmònica. És a dir, {\displaystyle \Delta f=0.}
Per a un camp tensor, {\displaystyle \mathbf {T} }, el laplacià s'escriu generalment com: {\displaystyle \Delta \mathbf {T} =\nabla ^{2}\mathbf {T} =(\nabla \cdot \nabla )\mathbf {T} } i és un camp tensor del mateix ordre.
Per a un camp tensor {\displaystyle \mathbf {T} } d'ordre k > 0, el camp tensor {\displaystyle \nabla ^{2}\mathbf {T} } d'ordre k es defineix per la relació recursiva {\displaystyle \left(\nabla ^{2}\mathbf {T} \right)\cdot \mathbf {C} =\nabla ^{2}(\mathbf {T} \cdot \mathbf {C} )} on {\displaystyle \mathbf {C} } és un vector constant arbitrari.

## Identitats de primera derivada[4]
Per a camps escalars {\displaystyle \psi }, {\displaystyle \phi } i camps vectorials {\displaystyle \mathbf {A} }, {\displaystyle \mathbf {B} }, tenim les identitats derivades següents.

### Propietats distributives
{\displaystyle {\begin{aligned}\nabla (\psi +\phi )&=\nabla \psi +\nabla \phi \\\nabla (\mathbf {A} +\mathbf {B} )&=\nabla \mathbf {A} +\nabla \mathbf {B} \\\nabla \cdot (\mathbf {A} +\mathbf {B} )&=\nabla \cdot \mathbf {A} +\nabla \cdot \mathbf {B} \\\nabla \times (\mathbf {A} +\mathbf {B} )&=\nabla \times \mathbf {A} +\nabla \times \mathbf {B} \end{aligned}}}

### Propietats associatives
{\displaystyle {\begin{aligned}(\mathbf {A} \cdot \nabla )\psi &=\mathbf {A} \cdot (\nabla \psi )\\(\mathbf {A} \cdot \nabla )\mathbf {B} &=\mathbf {A} \cdot (\nabla \mathbf {B} )\\(\mathbf {A} \times \nabla )\psi &=\mathbf {A} \times (\nabla \psi )\\(\mathbf {A} \times \nabla )\mathbf {B} &=\mathbf {A} \times (\nabla \mathbf {B} )\end{aligned}}}

### Regla de la cadena

Gràfic DCG: Algunes regles per a les segones derivades.

Sigui {\displaystyle f(x)} una funció d'una variable d'escalars a escalars, {\displaystyle \mathbf {r} (t)=(x_{1}(t),\ldots ,x_{n}(t))} una corba parametritzada, {\displaystyle \phi \!:\mathbb {R} ^{n}\to \mathbb {R} } una funció de vectors a escalars, i {\displaystyle \mathbf {A} \!:\mathbb {R} ^{n}\to \mathbb {R} ^{n}} un camp vectorial. Tenim els següents casos especials de la regla de la cadena multivariable.
{\displaystyle {\begin{aligned}\nabla (f\circ \phi )&=\left(f'\circ \phi \right)\nabla \phi \\(\mathbf {r} \circ f)'&=(\mathbf {r} '\circ f)f'\\(\phi \circ \mathbf {r} )'&=(\nabla \phi \circ \mathbf {r} )\cdot \mathbf {r} '\\(\mathbf {A} \circ \mathbf {r} )'&=\mathbf {r} '\cdot (\nabla \mathbf {A} \circ \mathbf {r} )\\\nabla (\phi \circ \mathbf {A} )&=(\nabla \mathbf {A} )\cdot (\nabla \phi \circ \mathbf {A} )\\\nabla \cdot (\mathbf {r} \circ \phi )&=\nabla \phi \cdot (\mathbf {r} '\circ \phi )\\\nabla \times (\mathbf {r} \circ \phi )&=\nabla \phi \times (\mathbf {r} '\circ \phi )\end{aligned}}}

## Identitats de segona derivada

### Divergència del rotacional
La divergència del rotacional de qualsevol camp vectorial A contínuament doblement diferenciable és sempre zero:

### ∇⋅(∇×A)=0{\displaystyle \nabla \cdot (\nabla \times \mathbf {A} )=0}La divergència del gradient és laplacià
El laplacià d'un camp escalar és la divergència del seu gradient: {\displaystyle \Delta \psi =\nabla ^{2}\psi =\nabla \cdot (\nabla \psi )} El resultat és una magnitud escalar.

### La divergència de la divergència no està definida
La divergència d'un camp vectorial A és un escalar i la divergència d'una magnitud escalar no està definida. Per tant, {\displaystyle \nabla \cdot (\nabla \cdot \mathbf {A} ){\text{ is undefined.}}}

### El rotacional del gradient és zero
El rotacional del gradient de qualsevol camp escalar contínuament dues vegades diferenciable {\displaystyle \varphi } (és a dir, classe de diferenciabilitat {\displaystyle C^{2}} ) és sempre el vector zero : {\displaystyle \nabla \times (\nabla \varphi )=\mathbf {0} .}

### El rotacional del rotacional
Aquí ∇ 2 és el vector laplacià que opera sobre el camp vectorial A.
{\displaystyle \nabla \times \left(\nabla \times \mathbf {A} \right)\ =\ \nabla (\nabla {\cdot }\mathbf {A} )\,-\,\nabla ^{2\!}\mathbf {A} }